# القوصية (عمل)
الأعمال القوصية هو تقسيم جُغرافي مصري استُحدث في عصر الدولة الفاطمية على أراضي كور الدير ودندرة وهو وقنا والأقصر وقفط وقوص وأرمنت وإسنا وأسوان القديمة من كور الوجه القبلي، وكانت قاعدتها مدينة قوص، وظل العمل قائمًا بهذه الأعمال حتى بداية العصر العثماني في مصر.

## نواحي الأعمال القوصية

### نواحي لا زالت موجودة إلى اليوم
| المحافظة | المركز    | القرى                                                                       |
| -------- | --------- | --------------------------------------------------------------------------- |
| سوهاج    | البلينا   | البلينا · برديس                                                             |
| قنا      | أبو تشت   | مخانس · سمهود                                                               |
| قنا      | دشنا      | دشنا · فاو بعس                                                              |
| قنا      | فرشوط     | الكوم الأحمر · فرجوط · المنشية وجرف البجا                                   |
| قنا      | قفط       | قفط                                                                         |
| قنا      | قنا       | أبنود · دير كهمس · البلاص · دندرى · قنى                                     |
| قنا      | قوص       | دمامين · جزيرة قراقش · قوص · الشعراني · الحرجة · شنهور                      |
| قنا      | نجع حمادي | طابه · قصر كليب · البهجورات · هو · الدربي                                   |
| قنا      | نقادة     | قموله · دنفيق ودير قطان · طوخ دمنو · نقادة                                  |
| الأقصر   | أرمنت     | أرمنت · الدمقراط                                                            |
| الأقصر   | إسنا      | إسنا · الجبلين · جزيرة الدير · الكلابية · زرنيخ · أصفون · كوم الشقف · طفنيس |
| الأقصر   | الأقصر    | الأقصرين                                                                    |
| الأقصر   | الطود     | طود · شطفنبه                                                                |
| أسوان    | إدفو      | إدفو                                                                        |
| أسوان    | أسوان     | أسوان                                                                       |

### نواحي اندثرت مُحدّدة الموقع
| القرية        | ملاحظات |
| ------------- | --- |
| ببيج القهرمان | ذكرها ابن مماتي في الأعمال القوصية باسم «ببيج بطانه»، وابن الجيعان في الأعمال القوصية باسم «ببيج القهرمان»، كما وردت في تاريخ 1228هـ/1813م، ولكنها اندثرت بعد هذا التاريخ، وقُسّمت أراضيها على نواحي السمطا وأبو دياب والعزب والطوابية.                                                     |
| جرف البلينا   | ذكرها ابن مماتي في الأعمال القوصية، ومحلها اليوم «حوض الجزيرة» التابع لناحية البلينا. |
| جرف مخانس     | ذكرها ابن الجيعان في الأعمال القوصية، ومحلها اليوم «حوض الساحل» التابع لناحية بخانس. |
| جزيرة المؤنسة | ذكرها ابن مماتي في الأعمال القوصية، وهي منسوبة إلى مؤنس الخادم، وقد أُلغيت كجهة مستقلة في الروك الناصري، وأضيفت إلى أراضي ناحية قنا، ثم فُصلت عنها سنة 1245هـ/1830م باسم «جزيرة الحميدات»، ثم اختصر الاسم إلى «الحميدات» سنة 1287هـ/1870م، وقد ألغيت حديثًا وضُمّت إلى حيز مدينة قنا العمراني. |
| دمنو          | ذكرها ابن مماتي في الأعمال القوصية، وأرضها اليوم تابع لناحية طوخ. |
| عيذاب         | ذكرها ابن الجيعان في الأعمال القوصية، وهي ميناء روماني قديم كان على البحر الأحمر في منطقة مثلث حلايب، وكانت الميناء الذي يعبر منه الحجيج المصري إلى ميناء جدة. |
| قاو           | ذكرها ابن مماتي في الأعمال القوصية، ومحلها اليوم «حوض قاو» التابع لناحية العضايمة. |
| مرج بني هُميم  | ذكرها ابن الجيعان في الأعمال القوصية، وكانت تٌسمّى قبل ذلك باسم «أرض أفيو» وهي تقع شرق النيل، وتوزّعت أراضيها اليوم على نواحي أولا يحيى بحري وأولاد يحيى قبلي ومزاتة شرق وأولاد طوق وأولاد سالم والكشح والنغاميش وأولاد خلف والخيام.                                                         |

### نواحي اندثرت مجهولة الموقع
- أبسوج البحري[7]
- أرض اليهودية[7]
- البرانية[19]
- الدارية[19]
- السبانة[7]
- الماجدية[7]
- المراجعات[15]
- بقعة الصيادين[8]
- جرف أبو الشدّاد وحمّاد[7]
- جرف السيّاف[15]
- جزيرة قفط[15]
- جزيرتي القلميرة[19]
- ساو والخطّار[19]